# 朱拱枘
朱拱枘（1487年—1575年？），号贲白、白贲，明朝宁藩奉国将军，宁献王朱權之五世孙，瑞昌恭僖王朱奠墠之曾孙，祖父镇国将军朱觐鏅，其父辅国将军朱宸渠。
弘治十年（1497年）授诰命冠服。朱拱枘好学，善草书，行草名重一时。以孝行著称，十四岁时，割肉煎汤治母疾，正德年间，割肉煎汤治父疾。其父朱宸渠受宁王朱宸濠叛乱的牵连，逮捕囚禁在中都，朱拱枘上书请求辞爵，以自己代父囚禁。三年后父亲获释，他继续孝养。嘉靖十三年（1534年），明世宗褒奖其孝行。嘉靖十六年（1537年），为父母丁忧。嘉靖十八年（1539年），为祝贺追封明睿宗，进《大礼颂》一章，明世宗认为奏牍不谨，被礼部参劾。。三子：镇国中尉朱多炘、镇国中尉朱多𭴌、镇国中尉朱多熹。族谱记载他六十四岁去世，卒于嘉靖二十九年（1550年）。朱谋㙔所作《藩献记》称他八十九岁去世，卒于万历三年（1575年）。《明实录》记载嘉靖四十二年（1563年）朝廷褒奖其孝行。